# لانس باربر
لانس باربر (بالإنجليزية: Lance Barber)‏ هو ممثل أمريكي، ولد في 29 يونيو 1973 في باتل كريك في الولايات المتحدة.

## أعمال

### أفلام
- (2016) قلب باستور المريض

### مسلسلات
- بنات غيلمور
- جوي
- ميامي
- شيلدون الصغير
- كيف قابلت أمكما

## وصلات خارجية
- لانس باربر على موقع IMDb (الإنجليزية)
- لانس باربر على موقع ألو سيني (الفرنسية)
- لانس باربر على موقع قاعدة بيانات الفيلم (الإنجليزية)
- لانس باربر على موقع كينوبويسك (الروسية)